# Gary Abraham
Gary Abraham (n. 8 ianuarie 1959, Southampton, Anglia, Regatul Unit) este un înotător ce a reprezentat Regatul Unit al Marii Britanii și al Irlandei de Nord, medaliat olimpic. A participat la două ediții ale Jocurilor Olimpice (1976, 1980) în care a câștigat două medalii de bronz.